# Kenneth Krabat
Kenneth Søgaard Krabat (født 30. januar 1963 i København) er en dansk forfatter og digter.
Kenneth Krabat debuterede som digter i tidsskriftet Hvedekorn i 1985, og i bogform med digtsamlingen ...Naiv? Sagde det nøgne barn (1987). 1996 blev han blandt de første danske forfattere, som begyndte også at udgive på nettet og i ebog. Har fra 1996 udgivet visse egne eDigtsamlinger og netdigtsamlinger på Forlaget Se, sne!, samt en del digte og prosa som podcasts. Fra 1987 mange bidrag til digtantologier, og fra 2007 med særligt fokus på antologier med danske science fiction-forfattere. Han er oversat til engelsk, tysk, kroatisk, slovensk og italiensk.

## Opvækst
Han forlod folkeskolen efter 10. kl, blev EFG-lærling og elektriker 1983. Har siden arbejdet m/ handicappede, taxakørsel, bandbooking, håndværksarbejde, radiospeak, bogoversættelse og undertekstning af film/TV, oplæsning, bogredaktion, undervisning i scenefremtoning og oplæsning. Har 2003-05 læst voksen-pædagogik, og er initieret Reiki II-healer.

## Dansk Forfatterforening
Kenneth Krabat har været formand for lyrikgruppen i Dansk Forfatterforening fra 2008-2009, hvorefter han blev afløst af Karsten Bjarnholt og Inge-Helene Fly. Han var i samme periode en af bagmændene bag ORDLØST - 119 digtere i Dansk Forfatterforening.
2022-23 atter formand samme sted. 

## Musikalsk
Musikalsk har Kenneth Krabat samarbejdet med forskellige lydkunstnere og digterkolleger, heriblandt electro-støj-orkestret Alarm112 - "Historie på 2 steder" (Alarm112, Lydmuren, DR/P1, 1995), "VINTERMENNESKE de første 100 år om".
Et samarbejde med maleren og pianisten André Lundquist førte i årene 1999-2001 til optagelse og udgivelse af godt 150 digt/fortælle-improvisationer til AL's improviserede klaverspil. Disse blev 2002 samlet under titlen "KALK 2 år - improvisation for begyndere" på data-CD, men er siden lagt på nettet til fri afbenyttelse.

## Indlæsninger
Kenneth Krabat har gennem årene lagt mange indlæsninger på nettet til fri afbenyttelse. Disse blev 2013 samlet og sammen med en mængde hidtil uudgivne optagelser udgivet i en form for audiobog på nettet.

## Udgivelser

### Lyrik og kortprosa
- MEN, OG KVINDER Liveshow 1 - skrevet (og 1. opførelse) 2022 sammen med digterne Thore Bjørnvig og Morten e Nørskov
- HEARSAY HØRTSAGT Et Flugtkatalog (2022) skrevet sammen med Cindy Lynn Brown
- atilbZtilFisk (2019, forlaget tabognar), skrevet sammen med Cindy Lynn Brown
- & uden (2019/1996) - uddrag Arkiveret 30. september 2022 hos  Wayback Machine
- ROSSO.NIENTE. (Versi Guasti vol. 7, 2017, Kipple Officina Libraria, Italien)
- HÅRDT OMTALTE FJERKRÆ, sytten énaktere, cirka (2016, Forlaget Se, sne!)
- >< DRAMATIS PERSONAE, Universal Storyline 1' '(2015, ebog, Forlaget Se, sne!)
- ISBN 978-87-92851-04-8 - kenneth krabat: Lydfladen, læsninger og sange (2014, online)
- >< DRAMATIS PERSONAE, Universal Storyline 1' '(2013, papir, forlaget tabognar)
- TId • Tidens Kælven 1 (2013, papir, Forlaget Se, sne!)
- ABC for Thorúnn (edigtsamling, 2012, Twitter, forlaget PalePoets)
- den stort set samlede Manden i den Hvide kittel 1987-2004 (edigtsamling, 2011, Forlaget Se, sne!)
- TId • Tidens Kælven 1 (2011, edigtsamling, Forlaget Se, sne!)
- Dagensdigt2006, fra fødselsdag til fødselsdag (netdigtsamling, 2006-2007, 320 digte, [8])
- TSUK – tidløse samlinger uden kobber (cd, en Digterstemmer-CD01, 2006)
- elskede elskede (Lindhardt og Ringhof, 2003)
- Kalk, 2 år: improvisation for begyndere (KALK: Kenneth Krabat, André Lundquist; 2002, Forlaget Se, sne!)
- Et digt om dagen (netdigtsamling, 1999-2000, 374 digte, [9])
- Småtekster (1997-98); Kynde – en begyndelse er ikke en slutning: 24 sange i den nordiske cirkel (1994-99) ISBN 87-988932-3-8 (som som 1 edigtsamling)
- & - unikadigtsamling m/ Anja Laub Methling (foto), (eget tryk, 1995; genudg. 2019 u/ fotos)
- Alle veje fører til Magtenbølle (Gyldendal, 1994)
- Dragens tab af hoveder (Borgen, 1988)
- ...Naiv? Sagde det nøgne barn (Borgen, 1987)

### Børnebog
- Od kraja prema početku, Priča o Kennuju i Kalleu (Fra slutning til begyndelse, en historie om Kenny og Kalle) (2016, Mala Zvona, Kroatien)

### Improvisation
- KALK 1 – 5 (KALK; André Lundquist, Kenneth Krabat; 1999, Kalkværk CD-1, CD-2, CD-3, CD-4, CD-5)
- KALK – Et ganske særligt hjerte (KALK; André Lundquist, Kenneth Krabat; 1999, Kalkværk CD-6)
- KALK 7 -10 (KALK; André Lundquist, Kenneth Krabat; 2000, Kalkværk CD-7, CD-8, CD-9, CD-10)
- KALK – Live på Café Grif 10.6.01 (KALK; André Lundquist, Kenneth Krabat; 2001, Kalkværk LIVE-CD-1)

### Komposition
- Alarm112 - VINTERMENNESKE de første 100 år om (indspillet 2002-2003, Bandcamp 2012)
- (som) Frat Rasul - OVER KLØFTEN AD USYNLIG BRO (2016, Bandcamp 2018)

### Science Fiction
- Drømmen om frihed (Lige under overfladen 18) (Science Fiction Cirklen 2023)
- nyenova.no (2023)
- nyenova.no (2023/2008)
- Novum (2023)
- dast.nu (2020)
- i Himmelskibet #55 (himmelskibet.dk 2018)
- Krinoline og Kedsomhed - danske steampunknoveller (Science Fiction Cirklen 2018)
- De Fremmede (Lige Under Overfladen 13) (Science Fiction Cirklen 2018)
- Efter Fødslen (Lige Under Overfladen 12) (Science Fiction Cirklen 2017)
- De sidste kærester på Månen (Lige Under Overfladen 9) (Science Fiction Cirklen 2014)
- Himmelskibet #37 (himmelskibet.dk 2013)
- Himmelskibet #35 (himmelskibet.dk 2013)
- Nær og Fjern (Lige Under Overfladen 7) (Science Fiction Cirklen 2013)
- Fremmed Stjerne (Lige Under Overfladen 6) (Science Fiction Cirklen 2012)
- Den nye koloni (Lige Under Overfladen 5) (Science Fiction Cirklen 2011)
- Ingenmandsland (Lige Under Overfladen 4) (Science Fiction Cirklen 2010)
- I Overfladen (Lige Under Overfladen 2) (Science Fiction Cirklen 2008)
- Sølvbyen – og andre Helsingør-noveller (Siesta 2011)
- Cirkler (Ny Science Fiction, 2007)
- Begyndelser – debutantnoveller (Borgen, 1987)

Science Fiction, oversat:
- Rund um die Welt in mehr als 80 SF-Geschichten (2016, Saphir im Stahl)
- SIRIUS-B (2016, Croatia)
- Sky City (Science Fiction Cirklen 2010)

### Podcast
- META. En Poetisk Podcast (Regi: Lene Henningsen, Poetisk Podcast, 2021)

### Redaktion
- Stolt Gasbrænder På Tre ben - 3 slovenske digtere i dansk oversættelse (Forlaget Se, sne! 2016)
- Morten e Nørskov, Pt. Akut (audiodigtsamling, 2015, digterstemmer.dk)
- ORDLØST - 119 digtere i Dansk Forfatterforening (ORDLØST (forlag), 2009)

### Fagprosa
- eReolen.dk: tarvelig løsning, høje omkostninger, 41 spørgsmål til eUdlånsprojektet formuleret på basis af samtaler, november-marts 2012 (2012, EPUB, Forlaget Se, sne!]

## Om forfatteren
- i Påbegyndte Forfatterbiografier: Ivar Lo-Johansson, Isaac Asimov, Lars Saabye Christensen, Aldous Huxley, Thorkild Hansen, Svend GE Madsen (2011, General Books ISBN 9781233332410)
- i Generationsmaskinen - dansk litteratur som yngst 1990-2004 af Lars Bukdahl 2004, Borgen

## Priser og Legater
- Science Fiction Cirklens [Klim-pris] for bedste novelle, 2019
- Autorkontoen. Rejselegat 2013, 2015, 2017, 2018, 2019
- Autorkontoen. Arbejdslegat 2023
- Dansk Forfatterforenings Sociale Legat 2017
- Danske skønlitterære Forfatteres Opmuntringslegat 2016, 2017
- Litteraturrådet. Rejselegat 2002
- refugiet Circolo Scandinavo, Skandinavisk Forening i Rom, 2018
- refugiet det Danske Institut i Athen, 2019
- refugiet Kantola, Kotka, Finland, dec. 2009
- Statens Kunstfond. Rejselegat 1989, 1999, 2003, 2005
- Statens Kunstfond, Arbejdslegat 2013, 2014,
- Statens Kunstfond, Projektrejselegat 2017 og 2019 (projekt med digteren Cindy Lynn Brown)
- PoesiPerformancePrisen 2014
- Science Fiction & Fantasy Translation Awards 2012 - nomineret til Short Form Award
- Carlsbergs Idé-legat 1994